# Marco Fincato
Marco Fincato (né le 6 octobre 1970 à Padoue, dans la province éponyme, en Vénétie) est un coureur cycliste italien. Il est professionnel de 1996 à 2002.

## Biographie
Lors de la saison 2000, il participe notamment au Tour de Suisse en juin. Au cours de la 7e étape, il s'échappe en début d'étape avec cinq autres coureurs. A 35 kilomètres de l'arrivée, il profite d'une dernière côte pour attaquer et s'isoler. Il l'emporte à Lugano avec un peu plus de vingt secondes d'avance sur le champion d'Italie Salvatore Commesso (Saeco-Valli & Valli) et le Néerlandais Maarten den Bakker (Rabobank). Le lendemain, grâce à un nouveau top 10, il s'empare du maillot rouge de leader du classement par points au détriment de Fred Rodriguez (Mapei-Quick Step). L'Américain le récupère cependant au soir de la 10e et dernière étape.

## Palmarès

### Palmarès amateur
- 1994
  - Grand Prix de la ville de Venise
- 1995
  - Tour du Frioul-Vénétie julienne
  - Grand Prix de l'industrie et du commerce de San Vendemiano
  - 1re, 5e et 9e étapes du Girobio
  - Astico-Brenta
  - 2e du championnat d'Italie sur route amateurs
  - 3e du Girobio
  - 3e du Trofeo Alcide Degasperi
  - 3e du Gran Premio Inda
  - 5e du championnat du monde sur route amateurs

### Palmarès professionnel
- 1996
  - Florence-Pistoia
  - Mémorial Nencini (contre-la-montre)
  - Trofeo dello Scalatore :
    - Classement général
    - 1re épreuve

  - 2e de la Subida a Urkiola
  - 2e du Tour du Latium
  - 3e du Tour de Catalogne
  - 5e de la Classique de Saint-Sébastien
  - 7e de la Leeds International Classic
- 1998
  - 3e du Tour du Latium
- 2000
  - 7e étape du Tour de Suisse

## Résultats sur les grands tours

### Tour de France
3 participations
- 1996 : 30e
- 1997 : abandon (15e étape)
- 1999 : 53e

### Tour d'Italie
2 participations
- 1997 : 46e
- 2000 : 21e